# Kugler Alajos
Kugler Alajos (Nagycenk, 1859. március 23. – Sopron, 1916. június 1.) városi levéltárnok.

## Élete
Apja Kugler Károly kereskedő volt; középiskoláit Sopronban és Győrött mint növendékpap végezte. A budapesti egyetemen a bölcseletet hallgatta; azután nevelő volt és grófi titkár. 1866-ban polgáriskolai tanári, 1888-ban levéltárnoki képesítést nyert és július 1-től soproni városi levéltárnok volt.
Történelmi és régészeti cikkei (Római leletek, régészeti ásatások, Lackner Kristóf sat.) a helyi lapokban jelentek meg.

## Munkái
- A soproni szinház története. 1841-1891. Sopron, 1891. (Előbb a Sopronban).
- Emléklap a soproni Széchenyi szobor leleplezésére. A szoborbizottság megbízásából szerkesztette. Uo. 1897.